# Árvore de Aronszajn
Uma árvore de Aronszajn (especificamente, uma árvore ω1-Aronszajn) é uma árvore incontável sem níveis incontáveis e sem ramos incontáveis.